# 23213 Ameliachang
23213 Ameliachang è un asteroide della fascia principale. Scoperto nel 2000, presenta un'orbita caratterizzata da un semiasse maggiore pari a 2,7768520 UA e da un'eccentricità di 0,1024801, inclinata di 4,18310° rispetto all'eclittica.